# Vääna
Vääna är en by i Estland. Den ligger i Harku kommun i landskapet Harjumaa. Vääna ligger 20 meter över havet och antalet invånare är 230.
Terrängen runt Vääna är mycket platt. Runt Vääna är det ganska glesbefolkat, med 40 invånare per kvadratkilometer. Närmaste större samhälle är Tallinn, 18 km öster om Vääna. I omgivningarna runt Vääna växer i huvudsak blandskog.